# Westland (Países Baixos)
Ver Westland desambiguação
Westland é um município da província da Holanda do Sul, nos Países Baixos. Westland faz parte da região metropolitana de Roterdã. A sua área é de 90,59 km². Sua população chega a 98.928 habitantes. Sua densidade demográfica é de 1.085,4 hab./km²